# Medaurosz
Medaurosz (ógörög Μεδαυρος, latin Medaurus) ókori illír hadisten volt. Kultuszának nyomai főként Illíria római fennhatóság alá kerülése utáni időszakból ismertek, elsősorban a dalmaták és a liburnok, de feltehetőleg a dardánok köréből is. Az illír Rhizón városának még az i. sz. 2. században is védőistensége volt, és szórványos régészeti leletek alapján feltételezhető, hogy az illír származású legionáriusok birodalomszerte ápolták kultuszát.
Neve a régészeti ásatások során előkerült, korabeli feliratokból ismert, amelyek kultuszának jelentőségéről vallanak. Az apuliai Santa Maria di Leuca egyik tengeri barlangjában fennmaradt egy i. sz. 1. századi felirat, amelyen liburnok örökítették meg hajóik nevét: az egyiket Redon tengeristenről, a másikat Medauroszról nevezték el. Marcus Aurelius idejéből (i. sz. 161–180) ismert egy oltárkő a numidiai Lambaesis Aszklépiosz-szentélyéből, amelyre egy bizonyos Valerius Maximianus, feltehetően illír születésű szenátor Medauroszhoz, Rhizón védőistenségéhez fohászkodó latin nyelvű, hexameteres feliratot vésetett. A görög Arész és római Mars hadistenektől eltérően lóháton, kezében lándzsával, küzdelem közben ábrázolták. Dardán kultikus szövegek név nélkül szintén említenek egy lóháton harcoló istenséget, egyes feltevések szerint ezek az említések is Medaurosszal azonosíthatóak. A szakirodalomban utóbbira esetenként Dardán Lovas (Dardanian Horseman) megnevezéssel utalnak.